# Maria Pia Gardini
Maria Pia Gardini (Rovereto, 14 ottobre 1936 – Grosseto, 23 settembre 2012) è stata un'imprenditrice italiana.
Ha rappresentato una delle maggiori voci critiche italiane verso il discusso movimento a carattere religioso Scientology. Cugina di Raul Gardini, Maria Pia ha lavorato nel cinema e nella pubblicità cinematografica fino al 1985. In quell'anno, seguendo la figlia e anche al fine di aiutarla nel percorso di disintossicazione dalla droga, entra in Scientology. Rimarrà in tale organizzazione sino al 1994 dopo avere raggiunto i massimi livelli della tecnica scientologica (ha raggiunto il massimo livello ad oggi disponibile: OT VIII) ed essere diventata uno dei più brillanti e apprezzati “auditor” del movimento, ottenendo nel 1989 e nel 1990 il riconoscimento di Scientology quale miglior “auditor” dell'anno. Lascia Scientology maturando un forte atteggiamento critico verso tale organizzazione. Dal 1994 al 2002 ha vissuto in Tunisia intraprendendo l'attività di imprenditrice.

## L'ingresso e gli anni in Scientology
Alla metà degli anni ottanta, la figlia di Maria Pia Gardini entra in un centro Narconon della Chiesa di Scientology. È lei che convince la madre, che sta attraversando un periodo difficile per la morte del padre, a sottoporsi alle prime sedute di auditing di Scientology.
Inizia da lì il suo percorso dentro l'organizzazione, attraverso un esborso sempre crescente di soldi e diventando una degli auditor più apprezzati di Scientology (auditor di Classe IX). Raggiunge i vertici dell'organizzazione entrando in Sea org.
Il 18 ottobre 1990 muore sua figlia Federica, per complicazioni correlate al virus dell'AIDS che aveva contratto da una siringa infetta durante il periodo in cui era stata una tossicodipendente: aveva 29 anni ed era OT VII. Nel 1991 Maria Pia Gardini chiese ai vertici della Sea Org di potersi recare in Italia poiché la madre versava in gravi condizioni. I vertici dell'organizzazione negarono l'autorizzazione poiché, dice la Gardini, "il fatto che mia madre stesse morendo non era importante".
Nel 1994, dopo avere speso quasi due milioni di dollari, Maria Pia Gardini inizia le "procedure" che Scientology richiede siano rispettate e seguite da chi lascia l'organizzazione.
Dei soldi spesi, Scientology le restituirà nel 1996 soltanto 500.000 dollari.

## L'attività critica e le molestie
Lasciata Scientology, Maria Pia Gardini, che versava in condizioni economiche pessime, comincia a raccontare la sua esperienza e i suoi anni all'interno della organizzazione.
È stata una testimonianza importante poiché proveniva da una persona che aveva raggiunto i più alti livelli e conosciuto i più alti dirigenti del movimento ed è stata altresì una testimonianza scomoda e poco gradita alla chiesa di Scientology poiché ha raccontato anni di angherie e pressioni.
La chiesa di Scientology, alle critiche di Maria Pia Gardini, replica che si tratta di falsità che nascono dal fatto che si tratta di un'apostata che non è stata assecondata nelle sue illegittime aspettative.
Nel 2005 la Gardini denuncia alcune intimidazioni: davanti all'ingresso di casa la Gardini trova un gatto morto, con il collo spezzato, messo accuratamente di traverso al passaggio. Nel 2006 le tagliano le quattro ruote dell'auto. Nel 2007, in occasione dell'uscita del suo libro, denuncia di essere stata pedinata.
Nell'ottobre del 2008, insieme ad altri fuoriusciti di Scientology, ha partecipato al programma Mi manda Raitre, condotto da Andrea Vianello. In quell'occasione erano presenti anche quattro rappresentanti di Scientology che sostenevano che le accuse mosse dalla Gardini e dagli altri apostati fossero delle menzogne, tuttavia durante il programma, è emerso che quanto detto dai quattro scientologist ospiti in studio, non corrispondeva a verità.
Nel novembre del 2011, la Gardini ha raccontato la sua storia al programma Storie vere su Rai 1 rilasciando la seguente dichiarazione:
Dopo una lunga malattia, muore a Grosseto la notte tra il 23 e il 24 settembre del 2012 all'età di 75 anni.